# تراث شعبي يهودي

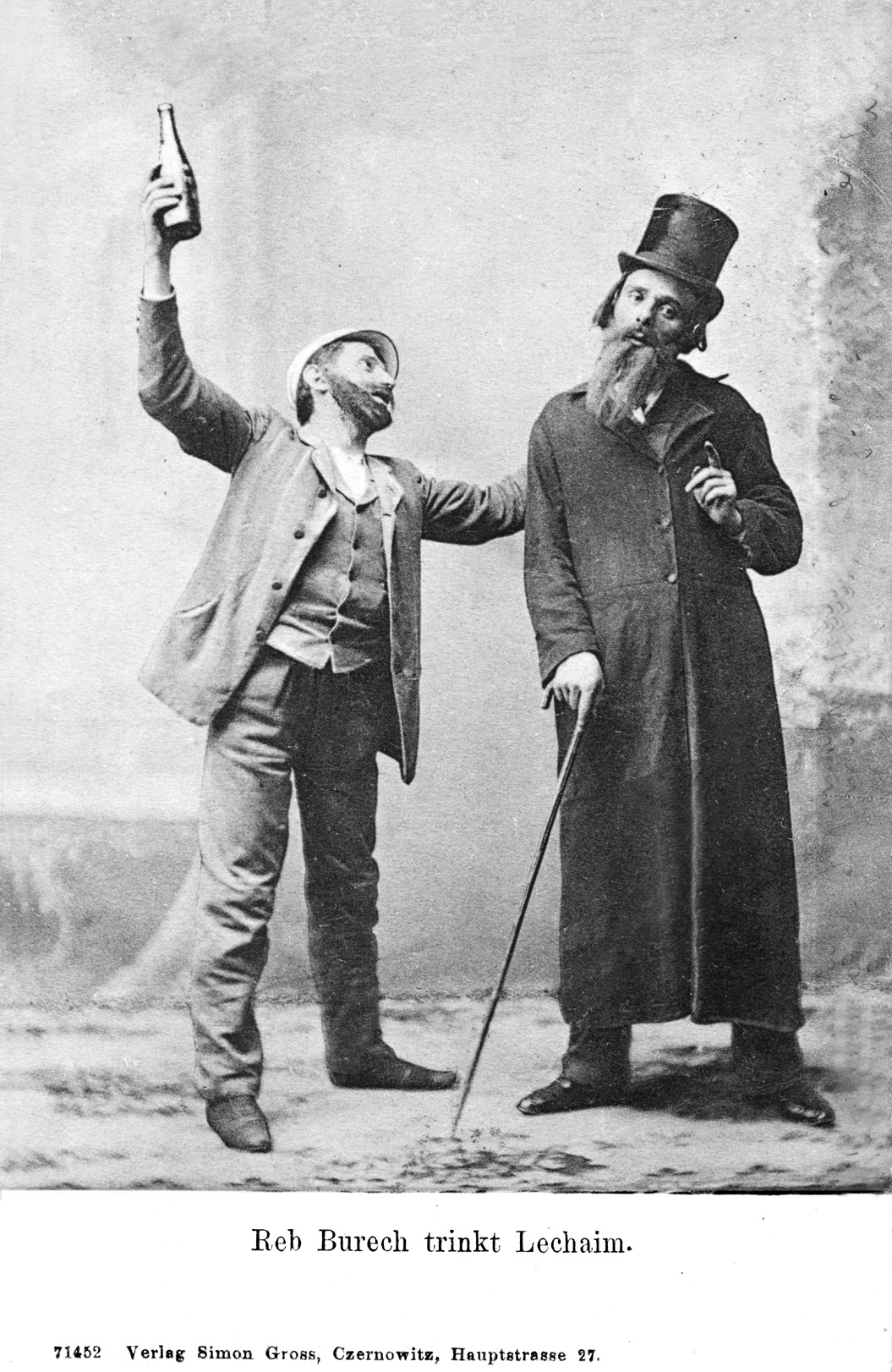

التراث الشعبي اليهودي: هو مجموعة الفنون القديمة والقصص والحكايات الشعبية التي كانت موجودة عند اليهود. وتم نقل المعرفة المتعلقة بالفلكلور من جيل إلى جيل عن طريق الرواية الشفهية أو المكتوبة.

## التراث الثقافي والديني

### الديانة اليهودية
اليهودية: هي أقدم الديانات الإبراهيمية، وهي الخمس الأسفار الأولى التي نزلت على النبي موسى من ما يطلقون عليه اسم الكتاب المقدس، يوجد في العالم حوالي 14 مليون يهودياً.
التوراة هي الخمس الأسفار الأولى التي نزلت على النبي موسى من ما يطلقون عليه اسم الكتاب المقدس.

### الاساطير اليهودية
الكابالا (قبّآلة): هي معتقدات وشروحات روحانية فلسفية تفسر الحياة والكون والربانيات حسب المعتقد اليهودي.

### الادب اليهودي
أعمال ادبية يهودية قديمة:
ادب القصور: في اليهودية هو كتابات حول موضوع رؤى الصعود إلى القصور السماوية. هذا النوع من الأعمال يتداخل مع «أدب العربة» المستمدة من قصة حزقيال عن عربة  الرب التي وردت في كتب العهد القديم. حتى في بعض الأحيان، يشار إليهما معا باسم «كتب القصور والعربة» (بالعبرية ספרות ההיכלות והמרכבה). أدب القصور يسرد كتابات حول اليهودية الباطنية وعن الوحي والتي كتبت في زمن يتراوح بين أواخر العصور القديمة، ويعتقد البعض من زمن وضع التلمود وحتى ما سبق ذلك، إلى أوائل العصور الوسطى.
استندت العديد من مواضيع  الكابالا الاحقة إلى نصوص أدب القصور التي هي في حد ذاتها تستند إلى مصادر سابقة، بما في ذلك التقاليد حول صعود أخنوخ إلى السماء كما وجدت بين مخطوطات البحر الميت ومزيفات الكتاب المقدس العبري.
أوبرا رعاة كنعان: أوبرا رعاة كنعان تأليف خالدة أديب (مؤلفة تركية يهودية الأصل) وتلحن وديع صبرا وهي أول أوبرا غنائية في الأدب التركي.
وعكست هذه الأوبرا ميول خالدة أديب لليهود وسجلت فيها تمنياتها بقيام دولة يهودية في فلسطين. وقد تم تمثيلها في مدرسة البنات في بيروت أثناء الحرب العالمية الأولى بحضور قادة جمعية «الاتحاد والترقي» التركية. وقد وصفت أوبرا «رعاة كنعان» لـ «خالدة أديب» بأنها نوع من «البشرى تعلن قرب قيام إسرائيل »
التلمود البابلي: هو مؤلف جماعي، يلخص به الأفكار التشريعية والأسطورية التصويرية المركزية الخاصة بالأمورائيم، حكماء إسرائيل في فترة ما بعد اختتام المشنا (بداية القرن الثالث)، سواء أولئك الذين أقاموا في بابل أو المقيمين في أرض فلسطين. وهذه الأفكار كُتبت في الأساس كشروح لأقوال الأجيال السابقة من حكماء، أي على المشنا وعلى (البيرتوت).
التلمود البابلي يسمى أيضا «جمارا»، كلمة تعني بالآرامية «تلمود»، وهذه الكلمة انتشرت وأصبحت مألوفة في أوساط جموع الدارسين عقب حظر استخدام مصطلح «تلمود» من قبل الرقابة النصرانية. الأسم «تلمود» قديم ومصدره يعود لعصر الجاؤونيم، ومعناه: تعلم ومطالعة وتفسير.
غلاف الكتاب باللغة الألمانية
كتاب الدولة اليهودية: ويعرف أيضاً بـكتاب الدولة الصهيونية وهو اسم كتاب قام بتأليفه تيودور هرتزل، والذي يحدد رؤيته لدولة مورد اليهود، كتاب هرتزل يصف كيف أنه يرى أن الدولة اليهودية التي من شأنها الوقوف، بقدر كبير من التفصيل فيما يتعلق بساعات العمل وقيادتها، وقد نُشر الكتاب في فيينا ولايبزيغ في 14 فبراير 1896 قبل ثمانية عشر شهرا من انعقاد المؤتمر الصهيوني الأول.
مخطوطة حلب: تؤرخ المخطوطة إلى القرن التاسع أو أوائل القرن العاشر الميلادي. لكن أجزاء كبيرة منها فُقدت مخلِّفة وراءها أقلَّ من ثلثي المخطوطة. ولكونها مخطوطة أو كرَّاس وليست لفيفة، نجد أنَّ الصفحات مكتوبة على الوجهين، وعندما تُفقد ورقة واحدة فإنَّ هذا يوازي خسارة صفحتين من النص. وقد فحص الدكتور اومبيرتو كاسوتو ((Umberto Cassuto، وهو باحث توراتي مشهور، المخطوطة في كنيس في مدينة حلب السورية، ورأى أنها كانت كاملة. لكن المدهش أنه بعد الحرب العربية الإسرائيلية (1947-1948)، وُجدت المخطوطة وقد أصابها التلف؛ فالتوراة اختفت (التكوين، الخروج، اللاَّويين، العدد، التثنية)، بالإضافة إلى عدد كبير من الأوراق في متن المخطوطة، في عدة أسفار في نهاية أسفار الكتابات.
مخطوطات البحر الميت قمران: تضم مايزيد على 850 قطعة مخطوطة، بعض هذه المخطوطات مما سمي لاحقا الكتاب المقدس وبعضها من كتب لم تكن تعرف أو كانت مفقودة. وقد كانت في في جرار فخارية كانت مطلية بالنحاس، وأول من عثر عليها راعيان من بدو التعامرة المتجولين وأكتشف المزيد بين عامي 1947م و1956م في 11 كهفًافي وادي قمران قرب خربة قمران شمال البحر الميت. وقد أثارت المخطوطات اهتمام الباحثين والمختصين بدراسة نص العهد القديم لأنها تعود لما بين القرن الثاني قبل الميلاد والقرن الأول منه. وقد أكتشفت في كهوف قرب البحر الميت في موقع خربة «قمران» لذلك فهي تسمى أيضًا «لفائف قمران».
وهي تتبع طائفة يهودية، ربما كانت طائفة الأسينيون التي أنعزلت عن بقية المدن اليهودية، وربما بنت مدينة صغيرة في هذا المكان، ولكنها تحطمت بفعل زلزال (عام 31 ق.م)، وأعيد بناء الموقع عام 4 ق.م، ويظن أن الرومان أحرقوه عام 68 م. والمرجح أن أفراد هذه الملة لم يكونوا يعيشون في هذه الأبنية، بل في الكهوف المجاورة، وفي أكواخ أو خيام من الجلود أو الطين.
وقد تم العثور على جزء من هذه المخطوطات من قبل بعض البدو في كهف، فيما يقال أثناء بحثهم عن ماعز ضلت منهم، فباعوها لبائعين سريانيين حملاها لمطرانهم الذي هربها بدوره إلى الولايات المتحدة الأمريكية عام 1948م.
ثم قامت إسرائيل باحتلال القدس والضفة الغربية عام 1967م، وأصبح موقع خربة قمران والمدرسة التوراتية الفرنسية و«متحف روكفلر» أو «متحف الآثار الفلسطيني» في القدسالمحتوي على بقية المخطوطات التي لم ترحل لأمريكا تحت السيطرة الإسرائيلية. وقامت إسرائيل بنقل مخطوطات البحر الميت من متحف الآثار الفلسطيني إلى متحف مسمى «معبد الكتاب» في القدس الغربية، وكانت تحتفظ فيه بالمخطوطات التي اشترتها في الخمسينيات في أميركا من مطران السريان.

## المجتمع اليهودي

### الملابس عند اليهود
تاليت: وتعني بالعربية شال الصلاة وهو أحد ثياب الطقوس الدينية اليهودية إذ يرتـديه بعـض اليهود أثنــاءالصــلاة ويرتديه اليهود الأرثوذكس أو الحريديم في حيــاتهم اليـومية كلها.
كيباه: وتعرف أيضًا باليارمولكه هي غطاء رأس صغير ومستدير الشكل، يرتديه الرجال اليهود الأرثوذكسيون طيلة الوقت توقيرًا لله (لا يجوز ذكر اسم الرب على فم من كان رأسه مكشوفًا)، كما تأمر أحكام شريعة الهالاخاه، كما يرتديه الرجال (وقد ترتديه النساء أيضًا) في المجتمعات اليهودية المحافظة والإصلاحية أثناء الصلاة.
التيفيلن: هو صندوق مصنوع من جلد الكوشير يوضع على الجبهة ويلف الخيط على اليد اليسرى لأنها أقرب للقلب. يضعها المتدينون من اليهودعلى جباهم.

### طقوس الزواج في المجتمع اليهودي
الخطبة في اليهودية هي الوعد المستقبلي الذي يقطعه الرجل والمرأة لبعضهما البعض، أو من قبل والداهما أو وكلائهما. لا يحق للأهل في اليهودية إجبار أولادهم على الزواج، كما لا يجوز منع الزواج بسبب اعتراض الأهل. بالرغم من أن التقاليد اليهودية تتجنب الزواج دون اقتراح الأهل، إلا أن الأولاد غالبا ما يتزوجون دون تدخل من الأهل.
المراسم: يتم الزواج في اليهودية عن طريق تواجد ما يلي: المال حيث يقدم الرجل للمرأة شيئا بقيمة النقود كخاتم أو يقدم النقود، وحضور شاهدين، وموافقة الفتاة. العائلة في اليهودية يجب أن تتمتع العائلة بالوئام العائلي، ومن واجب الرجل تقديم العلاقة الجنسية لزوجته، وأن يبتعد كلاهما عن الخيانة؛ إضافة إلى الطهارة.
الحياة الزوجية: في التقليد اليهودي، يجب على الزوج أن يوفر منزلاً مفروشاً لزوجته وفقاً للعادات المحلية ومناسبا لوضعه المادي، ويُتوقع أن يعيش الزوجان معاً في هذا المنزل، وإذا كان يتعذر على الزوج أن ينام في المنزل بهدف عملٍ ما، فالتلمود يقدم أعذاراً له من الالتزام. وتقليدياً، إذا غيّر الزوج مكان إقامته المعتادة، اعتُبرت الزوجة مُلزمة بالتحرك معه. وفي العصور الوسطى، قيل إنه إذا استمر الشخص في رفض العيش مع زوجته، بإمكان الزوجة أن يكون لها الأسباب الكافية للطلاق.

## اقرأ أيضا
- الفلكلور
- اليهودية
- ادب صهيوني
- قبالة
- اساطير يهودية